# いとしのセシリア
「いとしのセシリア」（Cecilia）は、アメリカ合衆国の音楽デュオ、サイモン&ガーファンクルの楽曲。

## 概要
1970年に発売されたアルバム『明日に架ける橋』収録曲で、同アルバムからのリカット第3弾シングル。作詞作曲はポール・サイモン。
曲は、サイモン&ガーファンクルとその友人が参加した深夜のパーティーがモチーフとなっている。3人はベンチを叩いてリズムをとった音などをソニー製のテープ・レコーダーに録音し、リバーブを加えてリズム・トラックを作り上げられ、そこからサイモンによってギターのフレーズが考案された。
タイトル及び歌詞の解釈は2通りあり、1つは聖セシリアのことを歌ったもので、もう1つは主人公が顔を洗っている間に彼女（セシリア）が他の男とベッド・インしていたというもの。

## リリース
シングル盤は1970年4月20日に発売され、ビルボード誌が発表したBillboard Hot 100で最高4位を記録し、13週間チャートインを果たした。キャッシュボックス誌では最高1位を記録した。ビルボード誌の年末チャートでは最高49位を記録した。
なお、イギリスでシングル盤が発売された当時、楽曲名が「Cecelia」と誤表記されて発売されていた。

## カバー
- ザ・クーリーズ（英語版） - アルバム『Dig..?』（1986年）
- オルケスタ・リブレ - アルバム『うたのかたち〜UTA NO KA・TA・CHI』（2012年）[6]
- デレク・ライアン（英語版） - アルバム『One Good Night』（2015年）[7]
- Times Two